# Puente Mocho
El puente Mocho es un puente que cruza la ribera de Cañedo, al norte del término municipal de Ledesma, en la provincia de Salamanca, Castilla y León, España.
En 2000 fue declarado Bien de Interés Cultural con categoría de Monumento.

## Historia
Su construcción se ha atribuido repetidamente a época romana, no tanto por su propia fábrica, que parece muy modificada en época medieval, especialmente los tajamares, cuanto por la existencia asociada al puente de restos bien conservados de calzada, formando parte de una vía de comunicación entre las localidades de Ledesma y Zamora (Bletisama-Ocelo Dori). El puente, en su configuración actual y salvando las dificultades inherentes siempre a la datación de estos monumentos, parece en su conjunto obra medieval, y los tajamares, escalonados y en forma de huso, de época moderna.

## Descripción
Se trata de un puente de cinco arcos de medio punto, el central de mayores dimensiones, con cuatro tajamares aguas arriba, escalonados y de planta triangular. La fábrica es de sillería de granito, excepto los pretiles, de mampostería trabada con argamasa. Tiene 71 metros de longitud, 5,70 metros de altura máxima y anchura de 3,50 metros. Por la plataforma de puente, y en ambas riberas, se disponen restos bien conservados de calzada, de 185 metros de longitud en la ribera derecha y 110 metros en la izquierda. La anchura de la calzada es variable, entre 2,60 y 3,90 metros, y el pavimento de losas irregulares de granito, de mayor tamaño en los lados, formando encintados.